# كاربينو كوانين
كاربينو كوانين (10 سبتمبر 1948 – 10 سبمبر 1999) عسكري من جنوب السودان ، يعرف بأنه الرجل الذي أطلق الطلقة الأولى في الحرب الأهلية عندما شبت نيرانها عام 1983، وهو من مؤسسي الحركة الشعبية لتحرير السودان، وجناحها العسكري الجيش الشعبي لتحرير السودان مع جون قرنق.

## سيرة حياته
ولد كاربينو كوانين يوم 10 سبتمبر/أيلول 1948، في محافظة بحر الغزال، لأبوين ينتميان إلى قبيلة الدينكا أكبر قبيلة في جنوب السودان، تلقى تعليمه الأولي في المدارس الكاثوليكية، ثم تابع تعليمه المتوسط قبل أن ينقطع عن الدراسة ويلتحق بصفوف المتمردين، انتهت الحرب الأهلية باتفاق أديس أبابا لعام 1972التي وقعها جعفر النميري مع المتمردين، وعين كاربينو كالعديد من المتمردين تم استيعابهم في الجيش السوداني الذي عمل فية لمدة 11 عاما حتي تمرده في عام 1983.

### حياته العسكرية
قاد عملية التمرد على الخرطوم 1983 مؤسسا مع قرنق الحركة الشعبية لتحرير السودان بتمرد كتيبته التي كان يقودها 105، ثم تلى ذلك تمرد الكتيبة 104 بقيادة الرائد وليم نون بانج في أيود والبيبور. وكان ذلك نتيجة لخرق الحكومة المركزية لإتفاقية أديس أبابا للسلام ولتراكم المرارات بسبب المظالم التي كانت تلحق بشعب جنوب السودان والتى وضحها المنفستو الأول الصادر في يوليو عام 1983م.
في عام 1986 ، كان كاربينو نائب القائد الأعلى للجيش الشعبي لتحرير السودان ونائب رئيس اللجنة التنفيذية المؤقتة للحركة الشعبية لتحرير السودان، وفي العام 1987 قاد هجومًا ناجحًا على عدة مدن في النيل الازرق محافظة شمال جنوب السودان وتزايد طموحه ، واتهم بالتخطيط لانقلاب ضد قرنق وسُجن لمدة ست سنوات
انشق في عام 1992 عن جون قرنق وأسس الحركة الشعبية لتحرير السودان مجموعة بحر الغزال، والتي سميت في عام 1993 حركة الفصيل الموحد، وقع عام 1997 على اتفاقية الخرطوم للسلام مع حكومة عمر البشير.

## وفاته
تم إطلاق النار على كاربينو كوانين في ظروف غامضة في 10 سبتمبر 1999.